# Luiste (rzeka)
Luiste (est. Luiste jõgi) – rzeka w zachodniej Estonii. Wypływa z okolic wsi Loodna w gminie Märjamaa. Wpada do rzeki Kasari parę kilometrów na południe od wsi Teenuse. Ma długość 15,6 km i powierzchnię dorzecza 40,3 km².